# Illukansaari
Illukansaari är en ö i Finland. Den ligger i sjön Saimen och i kommunen Taipalsaari i den ekonomiska regionen  Villmanstrands ekonomiska region  och landskapet Södra Karelen, i den södra delen av landet, 190 km nordost om huvudstaden Helsingfors. Öns area är 2,91 kvadratkilometer och dess största längd är 2,9 kilometer i sydöst-nordvästlig riktning.